# Зиверт
Зи́верт (русское обозначение: Зв; международное: Sv) — единица измерения эффективной и эквивалентной доз ионизирующего излучения в Международной системе единиц (СИ), используется в радиационной безопасности с 1979 года.

## Описание
Зиверт — это количество энергии, поглощённое килограммом биологической ткани, равное по воздействию поглощённой дозе фотонного (рентгеновского или гамма) излучения в 1 Гр. В качестве образцового источника излучения принимают рентгеновское излучение с граничной энергией 180 кэВ.
Через другие единицы измерения СИ зиверт выражается следующим образом:
1 Зв = 1 Дж/кг = 1 м²/с² (для излучений с коэффициентом качества, равным 1,0).
Единица названа в честь шведского учёного Рольфа Зиверта. В соответствии с правилами СИ, касающимися производных единиц, названных по имени учёных, наименование единицы зиверт пишется со строчной буквы, а её обозначение «Зв» — с заглавной.
Равенство размерности зиверта и грея не означает, что эффективная доза численно равна поглощённой дозе. При определении эквивалентной дозы учитываются физические свойства излучения: эквивалентная доза равна поглощенной дозе, умноженной на коэффициент качества излучения, зависящий от вида излучения и характеризующий биологическую активность того или иного вида излучения. Так, для альфа-частиц коэффициент качества равен 20, и это означает, что при равном количестве энергии излучения, поглощённой в единице массы органа или ткани, биологический эффект альфа-частиц окажется в двадцать раз более сильным, чем эффект гамма-излучения.
При определении эффективной дозы учитывается вклад различных органов и тканей в общий ущерб, причиняемый здоровью человека ионизирующим излучением. Эффективная доза равна эквивалентной дозе, умноженной на взвешивающий тканевый коэффициент, зависящий от вклада того или иного органа в ущерб, причиняемый при облучении отдельных органов или тканей организму в целом. Эквивалентная доза имеет большое значение для радиобиологии, в то время как эффективная доза является одной из основных величин, применяемых для гигиенического нормирования уровня радиационного воздействия.
Также существует (устаревшая) внесистемная единица измерения эквивалентной дозы — бэр (биологический эквивалент рада, до 1954 года — рентгена, англ. REM — roentgen equivalent man). 100 бэр равны 1 зиверту.

## Кратные и дольные единицы
Десятичные кратные и дольные единицы образуют с помощью стандартных приставок СИ.
| Кратные                                                                                                | Кратные      | Кратные     | Кратные     | Дольные  | Дольные      | Дольные     | Дольные     |
| величина                                                                                               | название     | обозначение | обозначение | величина | название     | обозначение | обозначение |
| --- | ------------ | ----------- | ----------- | -------- | ------------ | ----------- | ----------- |
| 101 Зв                                                                                                 | деказиверт   | даЗв        | daSv        | 10−1 Зв  | децизиверт   | дЗв         | dSv         |
| 102 Зв                                                                                                 | гектозиверт  | гЗв         | hSv         | 10−2 Зв  | сантизиверт  | сЗв         | cSv         |
| 103 Зв                                                                                                 | килозиверт   | кЗв         | kSv         | 10−3 Зв  | миллизиверт  | мЗв         | mSv         |
| 106 Зв                                                                                                 | мегазиверт   | МЗв         | MSv         | 10−6 Зв  | микрозиверт  | мкЗв        | µSv         |
| 109 Зв                                                                                                 | гигазиверт   | ГЗв         | GSv         | 10−9 Зв  | нанозиверт   | нЗв         | nSv         |
| 1012 Зв                                                                                                | теразиверт   | ТЗв         | TSv         | 10−12 Зв | пикозиверт   | пЗв         | pSv         |
| 1015 Зв                                                                                                | петазиверт   | ПЗв         | PSv         | 10−15 Зв | фемтозиверт  | фЗв         | fSv         |
| 1018 Зв                                                                                                | эксазиверт   | ЭЗв         | ESv         | 10−18 Зв | аттозиверт   | аЗв         | aSv         |
| 1021 Зв                                                                                                | зеттазиверт  | ЗЗв         | ZSv         | 10−21 Зв | зептозиверт  | зЗв         | zSv         |
| 1024 Зв                                                                                                | йоттазиверт  | ИЗв         | YSv         | 10−24 Зв | иоктозиверт  | иЗв         | ySv         |
| 1027 Зв                                                                                                | ронназиверт  | РнЗв        | RSv         | 10−27 Зв | ронтозиверт  | рнЗв        | rSv         |
| 1030 Зв                                                                                                | кветтазиверт | КвЗв        | QSv         | 10−30 Зв | квектозиверт | квЗв        | qSv         |
| рекомендовано к применению применять не рекомендуется не применяются или редко применяются на практике |              |             |             |          |              |             |             |